# وادي العقيق
وادي العقيق من أشهر أودية المدينة المنورة. اكتسب شهرته لارتباطه بسيرة الرسول محمد، وسمي بالوادي المبارك لقول الرسول «أتاني الليلة آت من ربي فقال: صلّ في هذا الوادي المبارك». ولوادي العقيق ارتباط وثيق بتاريخ المدينة المنورة، وقد فرشت أرض المسجد النبوي في عهد عمر بن الخطاب بحصى ناعمة من أرضه، وكان في بعض العهود الماضية أشبه بنهر دائم الجريان، ونشأت بقربه المزارع وبنيت على ضفافه القصور خصوصا في العهدين الأموي والعباسي.

## الجغرافيا
تتجمع مياهه من منطقة العقيق التي تبعد عن المدينة أكثر من مائة كيلومتر جنوباً، ويسير إلى مشارف المدينة، وقبل المدينة بأكثر من عشرين كيلاً يسمى وادي النقيع، حتى يصل إلى جبل عير، ويسمى هذا الجزء من العقيق وادي الحسى، ثم يسير غربي جبل عير، ويمر بذي الحليفة حتى يبلغ أقصى عير فينعطف شرقاً ويسمى بعد جبل عير بسيل عروة نسبة لعروة بن الزبير رحمه الله الذي كان له قصر في تلك المنطقة، حتى يلتقي بوادي بطحان قرب منطقة القبلتين، ثم يسير باتجاه الشمال الشرقي قليلاً ثم شمالاً فيلتقي بوادي قناة القادم من شرقي المدينة عند منطقة (زغابة) وهي مجمع الأسيال. ويسيل وادي العقيق في الشتاء مثل نهر كبير، وفي السنوات التي تكثر فيها الأمطار تظل المياه فيه عدة أشهر.

## التاريخ
تدل الكتابات التاريخية أن وادي العقيق كان في بعض العصور أشبه بنهر دائم الجريان، لذلك قامت على ضفافه في العصر الأموي وشطر من العصر العباسي قصور كثيرة، وتزاحم الميسورون على قطع الأراضي بجانبيه حتى لم يعد فيه موضع لمزيد من البناء والبساتين.

## القصور
الكتابات والآثار القائمة في وادي العقيق تدل على وجود استيطان بشري موغل في القدم، حيث بقايا قصور ترجع للعصرين الأموي والعباسي والتي من أشهرها:
- قصر سعيد بن العاص.
- قصر مروان بن الحكم.
- قصر سكينة بنت الحسين.
- قصر سعد بن أبي وقاص، وما زالت بعض آثاره قائمة حتى الآن.
- قصر عروة بن الزبير وما زالت بعض مبانيه قائمة حتى الآن.

وقد غطت القصور ضفاف وادي العقيق، وشيدت تلك القصور على أرض واسعة، وكان لكل قصر مزرعة عامرة بأشجار النخيل والعنب وغيرها من الثمار.

## النشاط الزراعي
كما نشأت بالقرب منه مزارع خصبة تغطيها أشجار النخيل وشتلات الخضراوات والفواكه فضلاً عن الحدائق التابعة للقصور القائمة فيه، لذلك يمكن أن نتصور منطقة العقيق في فترة ازدهارها مساحة خضراء يتخللها مسيل مائي واسع شبه متعرج فيها أشجار النخيل والفواكه وبساتين الخضار وغيرها. وفيه القصور المسورة المتلاصقة حيناً والمتباعدة شيئاً حيناً آخر. غير أن هذه الحالة الزاهرة انتهت عندما تقلصت المدينة في القرن الهجري الثالث وهجرت القصور وتهدمت. وتصف المصادر التاريخية مياهه ومياه الآبار فيه بالعذوبة، ولذا يتزود منها أهل المدينة والمسافرون إليها، ومن أشهر آباره بئر عروة. ويسمى القسم الذي يبدأ من جبل عير إلى زغابة العقيق الأدنى وهو داخل حرم المدينة.

## في الحديث الشريف
وقد ورد في الأحاديث بأن العقيق واد مبارك، ففي صحيح البخاري باب بعنوان: باب قول النبي صلى الله عليه وسلم (العقيق وادٍ مبارك) وفيه حديث عن عمر بن الخطاب قال: سمعت رسول الله صلى الله عليه وسلم بوادي العقيق، يقول: (أتاني الليلة آت من ربي، فقال: صلّ في هذا الوادي المبارك). وقد فرشت أرض المسجد النبوي في عهد عمر بن الخطاب بحصى ناعمة من أرض العقيق.

## العصر الحديث
امتد العمران حالياً إلى أطراف العقيق حتى ذي الحليفة، وما زال مجراه يمتلئ بالماء كلما هطلت أمطار غزيرة. والجدير بالذكر أن في الجزيرة العربية عدة أودية تحمل هذا الاسم، ولكن أشهرها عقيق المدينة. وكلمة العقيق مشتقة من العق وهو الشقّ، وربما يكون قد سمي بهذا الاسم، وكذلك الأودية المسماة به لأنه في الأصل سيل يشق الأرض ويجري في مجراه.

## تأهيل الوادي
يهدف مشروع التأهيل البيئي لوادي العقيق، الذي أطلقته هيئة تطوير منطقة المدينة المنورة، إلى تحقيق التوازن بين البيئة العمرانية والموارد الطبيعية، وتمتد أعمال المشروع إلى مسافة 15 كلم، تبدأ من منطقة ميقات ذي الحليفة جنوبا إلى جسر طريق الجرف شمالا، وتشمل عمليات التطوير عدة مناطق على ضفاف الوادي منها: قصر عروة، وتقاطع طريق السلام، وميدان الجامعة الإسلامية، وصولا إلى المناطق الزراعية بالجرف.